# Ameisenigel
Die Ameisenigel (Tachyglossidae), auch als Schnabeligel oder Echidna bezeichnet, sind eine Familie eierlegender Säugetiere. Sie bilden mit dem Schnabeltier die Ordnung der Kloakentiere (Monotremata). Die Kloakentiere sind die einzigen verbliebenen Säugetiere, die ihre Nachkommen nicht lebend gebären. Die Familie wird in zwei rezente Gattungen mit insgesamt vier Arten unterteilt, den Kurzschnabeligel (Tachyglossus aculeatus) und die drei Arten der Langschnabeligel (Zaglossus).

## Verbreitung
Ameisenigel kommen in Australien, auf Tasmanien und auf Neuguinea vor. Der Kurzschnabeligel ist dabei über weite Teile Australiens einschließlich seiner vorgelagerten Inseln und Neuguineas verbreitet. Die Langschnabeligel hingegen sind auf Neuguinea endemisch.

## Beschreibung

### Körperbau und Fell

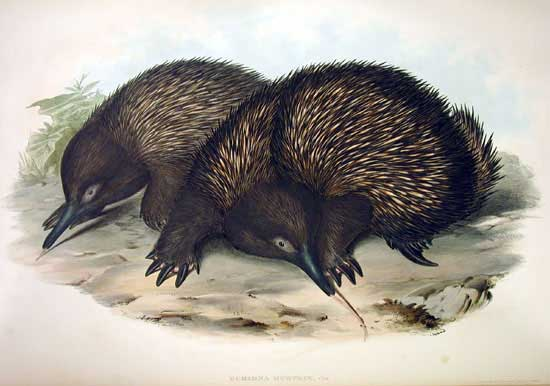
Kurzschnabeligel von John Gould, Mammals of Australia (1849–1861)

Mit dem gedrungenen Körper sowie den Stacheln auf dem Rücken und an der Seite ähneln die Ameisenigel den Igeln, mit denen sie aber nicht näher verwandt sind. Sie haben sich zu jenen lediglich konvergent entwickelt. Die Stacheln sind hohl und bis zu 6 Zentimeter lang. Sie sind meist gelblich gefärbt, wobei die Spitze schwarz sein kann. Das übrige Fell ist bräunlich oder schwarz gefärbt. Manchmal sind die Haare so lang, dass die Stacheln darunter verborgen sind. Die Länge der Haare hängt mit dem Klima im jeweiligen Lebensraum der Tiere zusammen. In kälterer Umgebung sind sie länger und dichter als in wärmerer Umgebung. Bei den Langschnabeligeln sind die Stacheln generell kürzer, stumpfer und schütterer verteilt.
Mit einer Kopf-Rumpf-Länge von 35 bis 53 Zentimetern und einem Gewicht von 2,5 bis 7 Kilogramm ist der Kurzschnabeligel die kleinere Art, während die Langschnabeligel eine Kopf-Rumpf-Länge von 45 bis 77 Zentimetern und ein Gewicht von bis zu 16 Kilogramm erreichen können. Männchen sind in der Regel etwas größer und schwerer als Weibchen. Der kurze, stummelförmige Schwanz ist an der Oberseite mit Stacheln bedeckt, an der Unterseite nackt. Wie bei allen Kloakentieren münden die Ausscheidungs- und Geschlechtsorgane in einer gemeinsamen Öffnung, der Kloake.
Die Körpertemperatur beträgt durchschnittlich 31 bis 33 °C, vergleichbar der des Schnabeltieres, und ist damit deutlich niedriger als bei den meisten anderen Säugetierarten. Auch können Ameisenigel ihre Körpertemperatur nicht in dem Ausmaß regulieren wie andere Säuger.

### Gliedmaßen

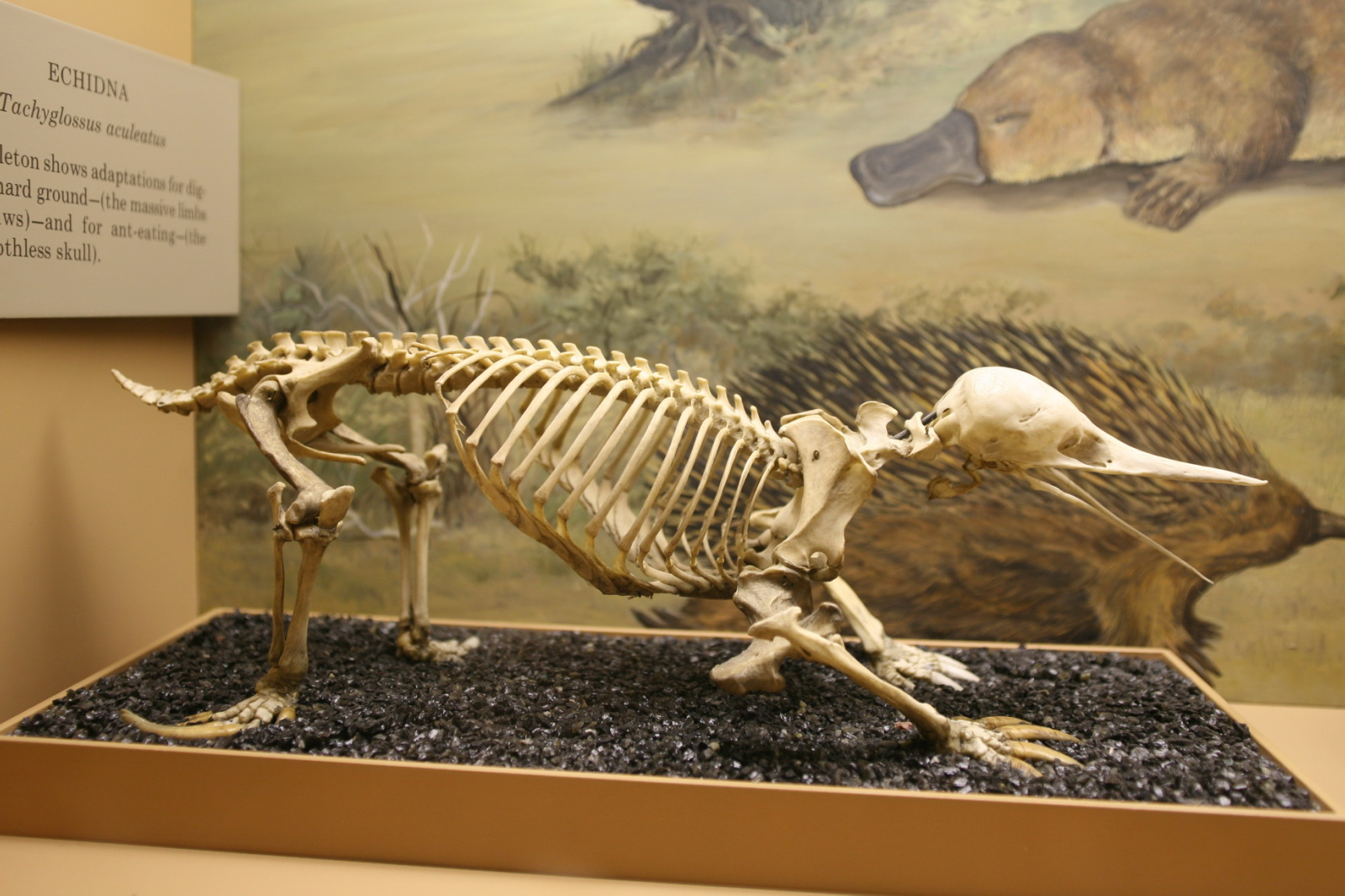
Skelett eines Kurzschnabeligels

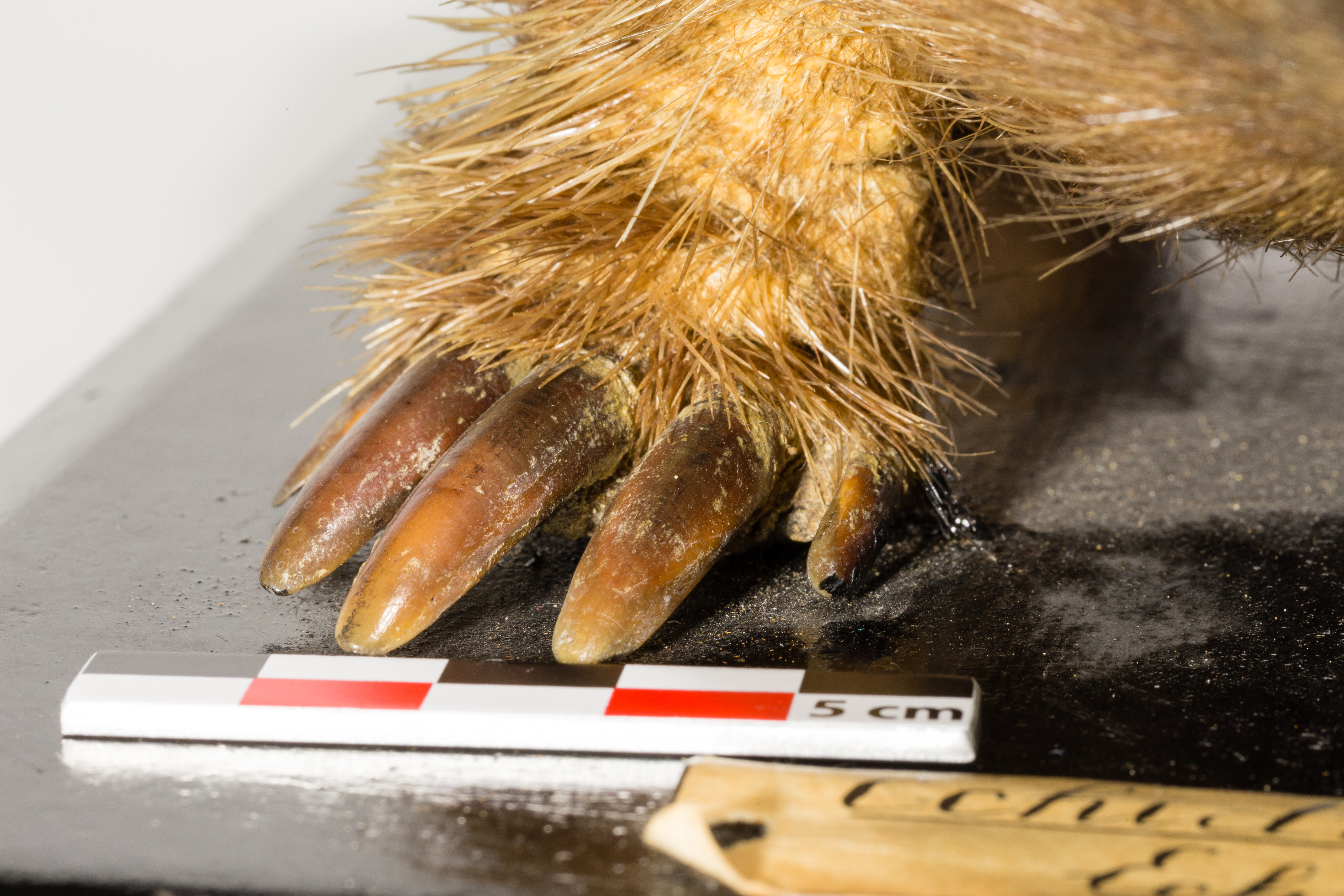
Rechte Vorderpfote eines Kurzschnabeligels mit den für diese Art charakteristischen fünf Grabkrallen

Ameisenigel haben kurze, stämmige Gliedmaßen. Diese enden jeweils in fünf Zehen, von denen – je nach Gattung – entweder alle fünf (beim Kurzschnabeligel) oder nur die mittleren drei (beim Langschnabeligel) Grabkrallen tragen. Die zweite Zehe der Hinterfüße ist verlängert und dient der Fellpflege. Ähnlich dem Schnabeltier haben die meisten männlichen Ameisenigel am Knöchel der Hinterbeine einen Stachel. Während noch alle neugeborenen Tiere diesen Stachel haben, verlieren ihn die meisten Weibchen, aber auch einige Männchen, im Zuge ihrer Entwicklung. Im Gegensatz zu den Schnabeltieren enthält dieser Stachel jedoch kein Gift. Während der Paarungszeit sondern die Stacheln der Männchen ein Sekret ab, dessen Funktion noch nicht bekannt ist.

### Kopf und Sinnesorgane
Der kleine Kopf des Ameisenigels sitzt auf einem sehr kurzen Nacken und mündet in einer langen, röhrenförmigen Schnauze. Bei den Langschnabeligeln ist diese länger und nach unten gebogen, bei den Kurzschnabeligeln gerade. Die Mundöffnung ist sehr klein, gerade groß genug, um die bis zu 18 Zentimeter lange klebrige Zunge herausstrecken zu können. Ameisenigel haben keine Zähne; stattdessen verfügen sie über Hornplatten am hinteren Teil der Zunge und am Gaumen, mit denen die Nahrung zerkleinert wird. Ihr Geruchssinn ist gut entwickelt. Die Nasenlöcher sind an der Spitze der Schnauze knapp über dem Mund platziert. Eine Gemeinsamkeit mit dem Schnabeltier ist ein spezielles Wahrnehmungssystem in der Schnauze. Feinfühlige Elektrorezeptoren reagieren auf die schwachen Signale, welche die Muskelbewegungen ihrer Beutetiere erzeugen, und dienen dazu, die Beute zu lokalisieren und zu fangen. Langschnabel-Ameisenigel haben kleine Ohrmuscheln, Kurzschnabel-Ameisenigel dagegen keine. Die Augen sind klein und sitzen relativ weit vorne am Kopf.

## Karyotyp und Genom
Als weitere Besonderheit gegenüber den meisten Säugern (Theria) kann die chromosomale Geschlechterdifferenzierung erwähnt werden, die regelmäßig dem Schema 64, X1X1 X2X2 X3X3 X4X4 X5X5 für Weibchen, jedoch 63, X1Y1 X2Y2 X3Y3 X4Y4 X5 für Männchen folgt.
Im Januar 2021 wurde erstmals das Genom eines männlichen Schnabeltiers veröffentlicht. Es wurden hier im Unterschied zum Schnabeligel geschlechtsunabhängig zehn Geschlechtschromosomen gefunden. Das Gen für das Gift der Schnabeltier-Männchen, das homolog zu einem der Gene des Immunsystems anderer Säuger (Theria) ist, ging offenbar im Laufe der stammesgeschichtlichen Entwicklung verloren.

## Lebensweise
Viele der nachfolgenden Angaben sind lediglich vom Kurzschnabeligel bekannt, der weitaus besser erforscht ist als die Langschnabeligel Neuguineas. Man nimmt aber an, dass deren Lebensweise in den meisten Fällen mit ihren australischen Verwandten übereinstimmt.

### Lebensraum
Ameisenigel stellen keine besonderen Ansprüche an ihren Lebensraum. Sie können überall zu finden sein, wo es genügend Nahrung für sie gibt. So leben sie sowohl in den Wüstenregionen im Inneren Australiens als auch in Waldgebieten und Parklandschaften. In den Gebirgsregionen Neuguineas sind sie bis in 4000 Metern Höhe ebenso anzutreffen wie auf Seehöhe. Ameisenigel benötigen nicht unbedingt Bäume in ihrem Lebensraum; als Ruheplätze können ihnen neben hohlen Baumstämmen auch Felsspalten oder kleine Erdhöhlen dienen.

### Fortbewegung
Ameisenigel sind Bodenbewohner. Ihre Fortbewegung ist normalerweise durch eine langsame, schleppende Gangart gekennzeichnet. Die Füße sind beim Gehen durchgestreckt, sodass der Bauch relativ weit vom Boden entfernt ist. Die Zehen der Hinterbeine sind dabei nach außen gedreht. Mit ihrer Gangart kommen sie auch in zerklüftetem, felsigem Gelände gut zurecht. Darüber hinaus können sie sehr gut schwimmen.

### Aktivitätszeiten und Sozialverhalten
Die Aktivitätszeiten der Ameisenigel hängen zu einem gewissen Grad vom Lebensraum sowie von der Jahreszeit ab. Für gewöhnlich sind sie dämmerungsaktive Tiere, die vorwiegend am frühen Morgen und am frühen Abend auf Nahrungssuche gehen. In heißen Regionen und im Sommer verlagert sich ihre Aktivität mehr in Richtung Nacht, in kühleren Gegenden sowie im Winter mehr Richtung Tag. Aufgrund der mangelnden Fähigkeit, die Körpertemperatur zu regulieren, sind sie nur bis maximal 32 °C Außentemperatur aktiv. Bei sehr kühlen Temperaturen verfallen sie in einen Torpor, eine Kältestarre. Das Eintreten des Torpors hängt dabei weniger von der Außentemperatur als vom vorhandenen Nahrungsangebot ab. Sofern es genügend Beutetiere gibt, tritt dieser nicht ein. In den Bergen des südlichen Australiens verfallen Ameisenigel in einen winterschlafähnlichen Zustand, bei dem die Körpertemperatur auf knapp 4 °C sinkt. Sie verlieren dabei pro Monat zwei bis drei Prozent ihres Gewichtes.
Ameisenigel leben außerhalb der Paarungszeit einzelgängerisch, sind standorttreu, kennen aber kein Revierverhalten. Sie bewohnen Gebiete, die zwischen 25 und 200 Hektar groß sind und sich des Öfteren überlappen.

### Ernährung
Die Ameisenigel sind Fleischfresser, wobei die Größe ihrer Beutetiere durch die kleine Mundöffnung limitiert wird. Kurzschnabeligel verzehren in erster Linie Ameisen und Termiten, während die Nahrung der Langschnabeligel sich zum überwiegenden Teil aus Regenwürmern zusammensetzt.
Mit ihrer Schnauze brechen sie morsches Holz auf, durchwühlen gefallenes Laub und anderes Pflanzenmaterial am Boden oder stochern in Felsspalten. Die oben erwähnten Elektrorezeptoren dienen zur Lokalisierung der Beute, wobei deren genaue Funktionsweise noch nicht bekannt ist. Manchmal brechen sie mit ihren Krallen auch Termitenbauten auf, um an Beute zu gelangen. Mit ihrer langen klebrigen Zunge werden die Beutetiere in den Mund befördert und dann zerkaut.

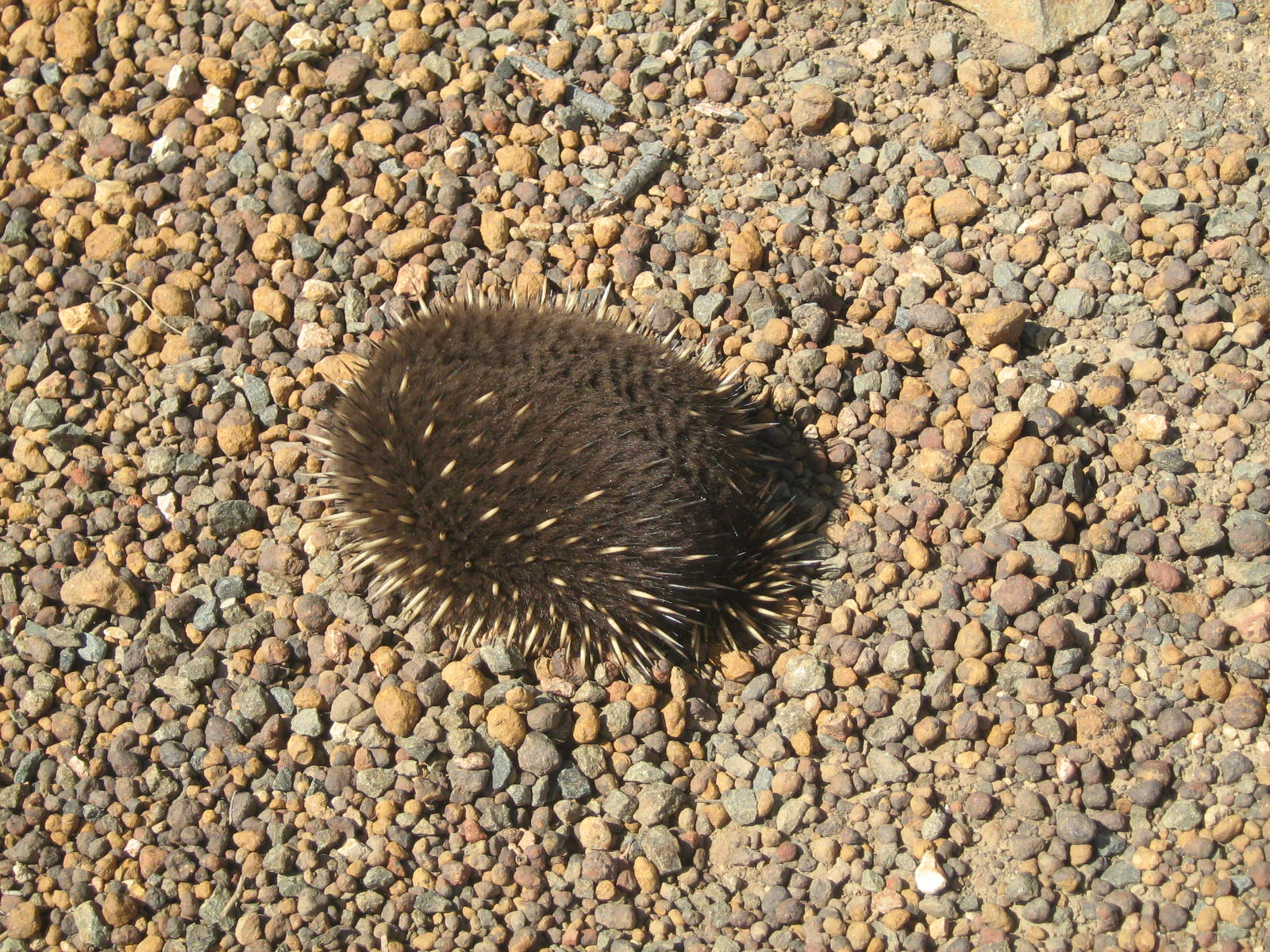
Junger Ameisenigel in Abwehrhaltung

### Fressfeinde und Abwehrverhalten

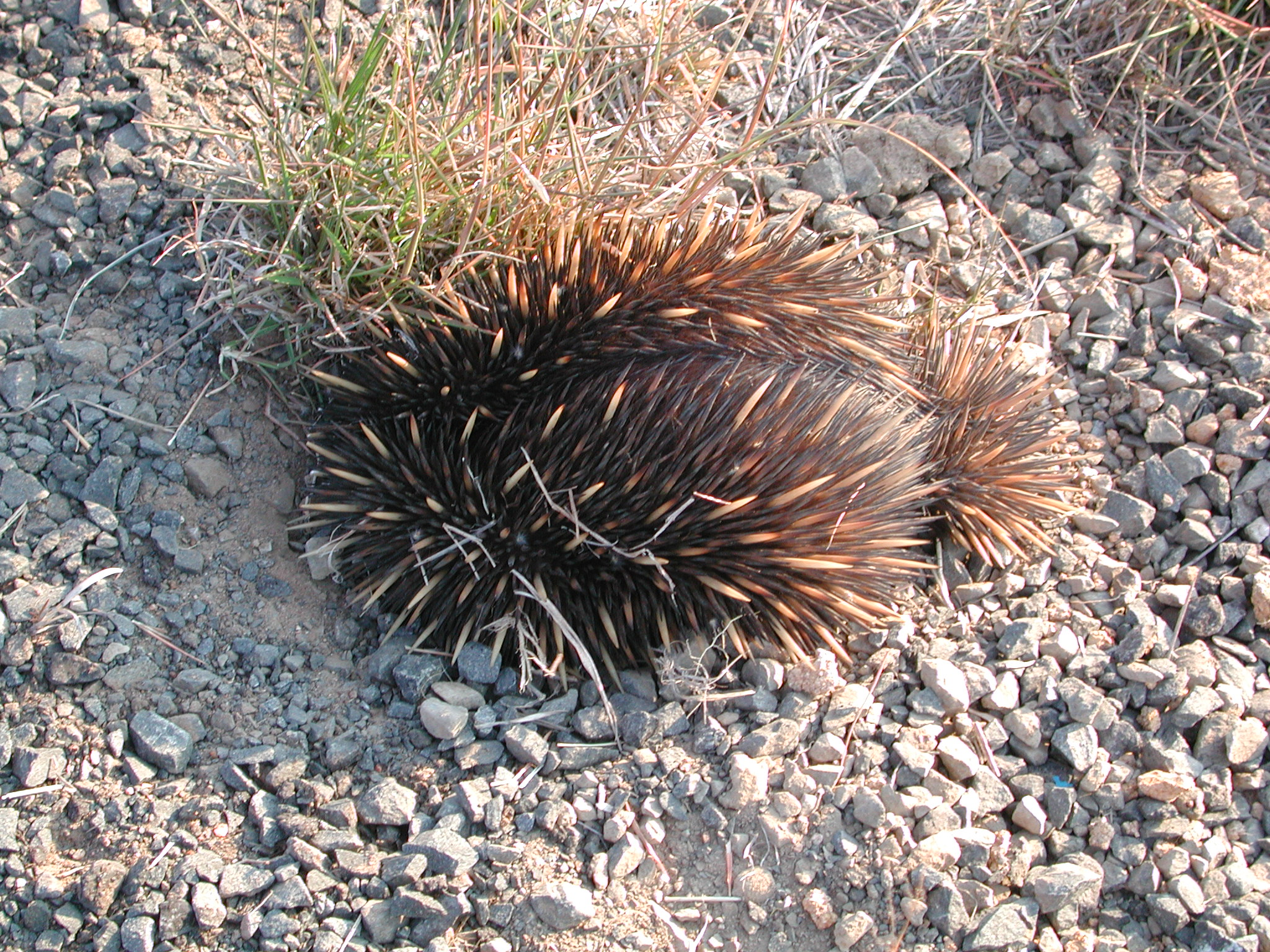
Ameisenigel beim Eingraben

Sofern sie sich bedroht fühlen, graben sie sich sehr schnell in die Erde ein. Sie verkeilen sich anschließend mit den kräftigen Gliedmaßen und lassen nur die stachelige Oberseite aus dem Boden ragen. Für den Fall, dass der Boden zu hart ist, können sie sich wie die Stacheligel auch zu einer Stachelkugel zusammenrollen. Diese Verteidigungstaktik funktioniert so gut, dass Ameisenigel wenig natürliche Feinde haben. Jungtiere fallen manchmal Buntwaranen zum Opfer, ausgewachsene Tiere werden dagegen manchmal von eingeschleppten Arten wie dem Dingo oder dem Rotfuchs gejagt.

### Fortpflanzung

#### Paarungsverhalten
Die Paarungszeit liegt meist im Juli und August. In dieser Zeit kommt es zu einem merkwürdigen Verhalten: die sonst einzelgängerischen Tiere bilden Karawanen, wobei das vorderste Tier ein Weibchen ist, dem dahinter bis zu zehn Männchen folgen. Auf diese Weise gehen die Männchen dem Weibchen nach und stupsen es immer wieder mit der Schnauze an. Vom Weibchen ausgesandte Pheromone sind dabei den Männchen Signal für dessen Fruchtbarkeit. Manchmal kommt es aber auch vor, dass Männchen einem nicht paarungsbereiten Weibchen nachgehen. In diesem Fall ignoriert es die Männchen oder rollt sich bei hartnäckigen Verfolgern sogar zu einer Stachelkugel zusammen, sodass die Männchen sich schließlich eine andere Partnerin suchen müssen, der sie nachlaufen können. Diese Verfolgung kann sich über Tage, manchmal sogar Wochen hinziehen. Sie ist sehr anstrengend für die Männchen, die dabei bis zu 25 Prozent ihres Körpergewichtes verlieren können.
Ist das Weibchen paarungsbereit, legt es sich flach auf den Bauch, den Kopf oft im Gebüsch verborgen. Die Männchen beginnen, hinter dem Weibchen beziehungsweise links und rechts von ihm zu graben. Dieser „Paarungsgraben“ kann, wenn viele Männchen beteiligt sind, einen regelrechten Ring um das Weibchen bilden. Danach beginnen die Männchen, sich gegenseitig mit den Köpfen aus dem Graben zu drängen, bis nur mehr eines übrig bleibt. Dieses legt sich dann seitlich hinter das Weibchen in den Paarungsgraben. Es streichelt nun Stacheln und Fell des Weibchens und versucht dessen Schwanz mit den Hinterbeinen anzuheben. Dieses Vorspiel kann bis zu vier Stunden dauern. Lässt sich das Weibchen schließlich hochheben, führt das Männchen seinen Penis in die Kloake ein. Der Geschlechtsakt kann bis zu drei Stunden dauern. Unmittelbar danach gehen beide Tiere wieder getrennte Wege. Während das Weibchen sich nur einmal in der Saison paart, schließt sich das Männchen mitunter wieder einer Karawane hinter einem anderen Weibchen an.

#### Eiablage und Jungenaufzucht
Rund drei bis vier Wochen nach der Paarung legt das Weibchen meist ein Ei, selten auch zwei oder drei. Beim Langschnabeligel gibt es unterschiedliche Berichte, während manche Quellen von meist einem Ei sprechen, berichten andere von vier bis sechs. Die Eier der Ameisenigel sind ungefähr weintraubengroß und cremefarben, sie haben eine ledrige Schale und einen großen Dotter. Bevor es das Ei legt, bildet das Weibchen einen Beutel auf seinem Bauch aus. Unmittelbar nach dem Legen befördert es das Ei in die Bauchtasche, wo es zehn Tage bebrütet wird. Mit Hilfe eines Eizahnes durchbricht der Schlüpfling die Schale. Jungtiere sind beim Schlüpfen rund 15 Millimeter lang, nackt und blind und ähneln in ihrem embryoartigen Zustand neugeborenen Beuteltieren. Im Beutel befinden sich Milchdrüsen, an denen das Jungtier saugt bzw. leckt, denn das Muttertier hat keine Zitzen, sondern ein Milchfeld, aus dem die Milch austritt, sobald das Junge leckt. Es bleibt rund acht Wochen im Beutel. Nach dieser Zeit wachsen seine Stacheln und es verlässt den Beutel. Zu diesem Zeitpunkt ist das Jungtier rund 15 bis 21 Zentimeter groß. Die Mutter legt es in einem gut verborgenen Bau ab, z. B. unter einer Wurzel, und kehrt nur alle fünf bis zehn Tage zurück, um es zu säugen. Nach zehn Wochen öffnen sich die Augen, nach fünf bis sechs Monaten unternimmt das Jungtier erste Ausflüge aus dem Bau. Mit sieben Monaten wird es entwöhnt, und mit rund einem Jahr verlässt es seine Mutter. Die Geschlechtsreife tritt mit rund ein bis zwei Jahren ein. Die Mutter ist zwei Jahre nach der Geburt erneut paarungsbereit.

#### Lebenserwartung
Ameisenigel sind relativ langlebige Tiere, freilebende Exemplare können über 20 Jahre alt werden. Das höchste bekannte Alter eines Tieres in menschlicher Obhut betrug über 50 Jahre.

## Systematik und Entwicklungsgeschichte

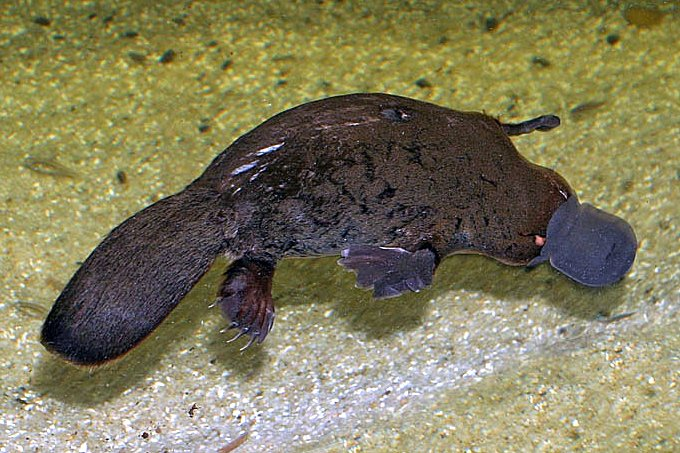
Das Schnabeltier ist der nächste Verwandte der Ameisenigel

Ameisenigel und ihre Verwandten, die Schnabeltiere, werden den Säugetieren zugeordnet, da Säugetiere nicht über ihre Gebärweise, sondern über ihre gemeinsame Abstammung definiert werden. Alle Säuger haben zudem einige Merkmale gemeinsam, die auch die Ameisenigel aufweisen. Dazu gehören zum Beispiel die drei Gehörknöchelchen (Hammer, Amboss und Steigbügel), das Vorhandensein von Haaren und das Säugen des Nachwuchses mit Milch. Obwohl die frühesten Säugetiere wahrscheinlich eierlegend waren, sind die Kloakentiere nicht die Vorfahren der Beutel- oder Plazentatiere, sondern stellen einen Seitenzweig dar, der sich spezialisiert weiterentwickelte und das ursprüngliche Merkmal des Eierlegens beibehalten hat.
Das Wissen über die fossile Geschichte der Vorfahren der Ameisenigel ist sehr dürftig. Die ältesten bekannten Fossilienfunde stammen aus dem Zeitalter des Pliozän aus Australien und ähneln im Körperbau bereits den rezenten Arten. Die Entwicklungsgeschichte der Tiere ist jedoch zweifelsohne älter. Man vermutet, dass sie sich in der Kreidezeit entwickelten. Schädelüberreste der Art Zaglossus ramsayi, die manchmal in die Gattung Megalibgwilia eingeordnet wird, stammen aus dem Pliozän aus New South Wales. Man schätzt die Länge des Tieres auf rund 75 Zentimeter. Murrayglossus hacketti war der bislang größte gefundene Ameisenigel. Er wurde rund einen Meter lang und 30 Kilogramm schwer und lebte im Pleistozän in West-Australien bis vor etwa 15.000 Jahren. Außerhalb Australiens und Neuguineas gibt es keine Belege für die Existenz von Ameisenigeln.
Die Familie der Ameisenigel wird in zwei Gattungen unterteilt: die Kurzschnabeligel (Tachyglossus) und die Langschnabeligel (Zaglossus). Früher unterteilte man beide Gattungen in mehrere Arten, später fasste man diese als Unterarten jeweils einer Art zusammen. Mittlerweile werden drei Arten der Langschnabeligel unterschieden, darunter die 1998 im Bergland von Neuguinea neuentdeckte Art Z. attenboroughi, womit heute vier Arten von Ameisenigeln bekannt sind. Manche Forscher gehen allerdings von noch mehr Arten aus – näheres siehe in den jeweiligen Gattungsartikeln.

## Ameisenigel und Menschen

### Aborigines und Papua
Die Ureinwohner Australiens und Neuguineas jagten die Ameisenigel ihres Fleisches wegen, wobei insbesondere der Langschnabeligel in Neuguinea als Delikatesse gilt. In manchen Regionen Australiens haben die Aborigines die Stacheln als Zierde verwendet, beispielsweise auf Speeren. Mehrere Geschichten der Traumzeit der Aborigines erzählen, wie das Tier zu seinen Stacheln gekommen ist. In einer Geschichte wurde es von den anderen Tieren als Strafe für das Verheimlichen eines Wasserloches während der Trockenzeit in ein Dornengestrüpp geworfen. Die Dornen blieben in seinem Rücken und sorgten für das Stachelkleid des Tieres.

### Nach Ankunft der Europäer
William Bligh, der bekannte Kapitän der Bounty und spätere Gouverneur von New South Wales, fertigte um 1790 eine akribische Zeichnung eines Tieres an, bevor er es verspeiste. Diese gilt als die früheste europäische Darstellung eines Ameisenigels. Die erste detaillierte Beschreibung des Kurzschnabeligels erschien 1792 in Großbritannien. Von George Shaw stammt die wissenschaftliche Erstbeschreibung des Kurzschnabeligels (wie auch die des Schnabeltieres), sein vorgeschlagener Name Myrmecophaga aculeata ist ein Anzeichen dafür, dass er das Tier noch den Ameisenbären (Myrmecophagidae) zuordnete. Echidna, der englische Name der Tiere, geht zurück auf die griechische Sagenfigur Echidna, die halb Mensch und halb Schlange war. Wie die Sagenfigur erweckt auch der Ameisenigel mit der aus Europa vertrauten Gestalt des Igels und seiner merkwürdigen Schnauze den Eindruck eines zusammengesetzten Wesens. Erst Ende des 19. Jahrhunderts entdeckte man die außergewöhnliche Fortpflanzungsweise dieser Tiere. Viele Details über das Paarungsverhalten wurden erst in den 1980er und 1990er Jahren entdeckt.
Im Jahr 1797 wollte Georges Cuvier der Gattung Kurzschnabeligel den wissenschaftlichen Namen Echidna geben. Es stellte sich heraus, dass Johann Reinhold Forster den Namen zuvor für eine Gattung von Muränen vergeben hatte.
Als nationales Symboltier Australiens spielt der Ameisenigel im Gegensatz etwa zu Kängurus oder dem Koala eine untergeordnete Rolle. Allerdings war bei den Olympischen Sommerspielen 2000 in Sydney Millie der Ameisenigel eines der drei Maskottchen und ist auf der Fünf-Cent-Münze Australiens wiederzufinden.

### Bedrohung
In Australien zählt der Kurzschnabeligel heute zu den am weitesten verbreiteten einheimischen Säugetieren. Die Gründe dafür liegen einerseits in ihrer Anspruchslosigkeit an den Lebensraum, an der reichlich vorhandenen Nahrung und der Eigenschaft, zu Zeiten des Nahrungsmangels in einen Torpor verfallen zu können. Andere Gründe sind die gute Verteidigungstaktik gegenüber Fressfeinden und die Tatsache, dass sie nie von den Europäern kommerziell gejagt oder verfolgt wurden. Zwar fällt, ähnlich wie bei den Igeln in Europa, eine erhebliche Anzahl dem Straßenverkehr zum Opfer, dennoch sind sie häufig und nicht bedroht.
Besorgniserregender ist die Situation der Arten auf Neuguinea. Durch Waldrodungen wird ihr Lebensraum immer weiter eingeschränkt. Hinzu kommt, dass das Fleisch des Langschnabeligels als Delikatesse gilt. Speziell trainierte Hunde jagen die Tiere und bringen sie zur Strecke. Die International Union for Conservation of Nature listet den Langschnabeligel als bedroht (endangered).